# Mont Paektu
Cette page contient des caractères spéciaux ou non latins. S’ils s’affichent mal (▯, ?, etc.), consultez la page d’aide Unicode.
Le mont Paektu, ou mont Changbai en Chine, est le point culminant de la Corée du Nord et plus généralement de l'ensemble de la Corée, à 2 744 mètres d'altitude. C'était un mont sacré pour les Coréens et les Mandchous. En 946, il a été le théâtre d'une des plus fortes éruptions de notre ère. Sa partie chinoise est protégée par la réserve naturelle du mont Changbai qui a été reconnue réserve de biosphère en 1979, et sa partie nord-coréenne par la réserve naturelle du mont Paektu, réserve de biosphère depuis 1989 (1 320 km2). Situé dans une zone inhospitalière, ses abords sont relativement peu peuplés.

## Toponymie

Étymologie du nom, les écritures verticales de la section « 500 ans avant » utilisent l'alphabet mandchou

Le mont Paektu est appelé en coréen 백두산 dans l'écriture hangeul, 白頭山 en sinogrammes hanja, translittéré en Baekdusan et qui signifie « montagne au sommet blanc » ou « montagne à tête blanche ».
En mandarin, le toponyme « mont Paektu » s'écrit en chinois simplifié : 白头山 ; chinois traditionnel : 白頭山 ; pinyin : báitóu shān et celui de « mont Changbai » s'écrit en chinois simplifié : 长白山地 ; chinois traditionnel : 長白 ; pinyin : chángbái shāndì ; Wade : Ch'ang-pai Shan-ti qui signifie « région montagneuse toujours blanche ».
En mongol, elle est appelée ᡤᠣᠯᠮᡳᠨ
ᡧᠠᠩᡤᡳᠶᠠᠨ
ᠠᠯᡳᠨ, en translittération Möllendorff Golmin Šanggiyan Alinn, en translittération Taiqing Golmin Xanggiyan Alin.

## Géographie

### Situation
Le mont Paektu est un volcan gris qui se situe à la frontière sino-coréenne, entre la province chinoise du Jilin et la province nord-coréenne de Ryanggang, plus précisément entre Samjiyŏn et les xian de Changbai et d'Antu.

### Topographie

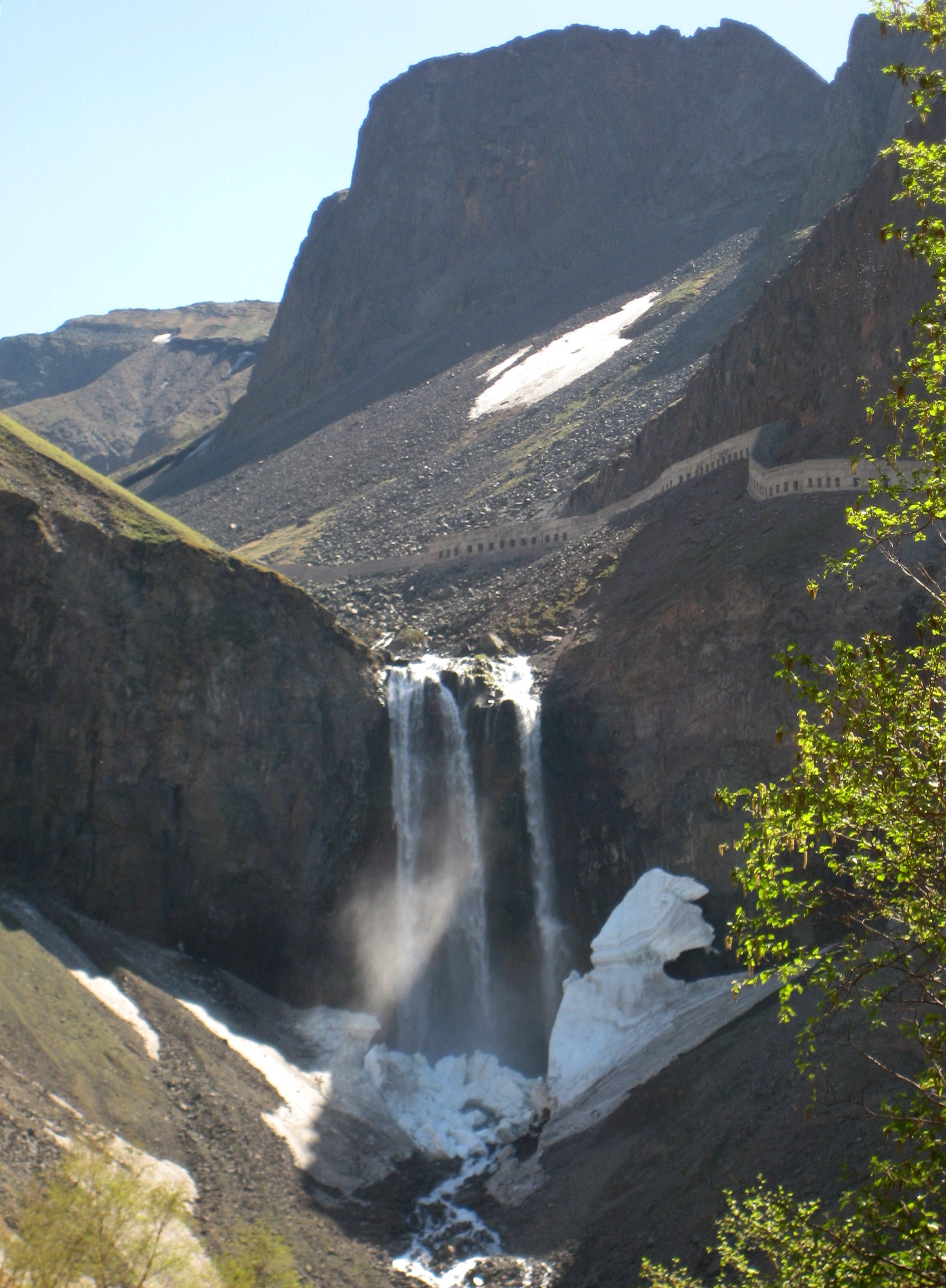
La cascade à la sortie de la caldeira

Le sommet du mont Paektu est occupé par une vaste caldeira de 5 km de diamètre et 850 m de profondeur, partiellement remplie par le lac du Paradis, lui-même profond de 384 m. Les eaux de ce lac de cratère s'écoulent vers le nord et tombent rapidement dans une cascade haute de 68 mètres formant la rivière Erdaobai, une des sources de la Songhua. Une source d'eau chaude, occupant une surface de près de 200 m2, ne gèle jamais, même en hiver.
Les principaux fleuves de la Corée du Nord, qui marquent également sa frontière avec la Chine, le Tumen et l'Amnok (Yalou en chinois), ont leur source sur les pentes du mont Paektu.
La caldeira est formée par une vingtaine de pics culminant à plus de 2 500 mètres d'altitude formant une falaise autour du lac, tandis que le versant extérieur descend en pente assez douce.
Le pic principal (2 744 m), appelé initialement pic Paektu, a été renommé en Janggun-bong (pic du Général) par les Nord-Coréens en l'honneur du président Kim Il-sung. À son sommet se trouve maintenant une stèle indiquant son nouveau nom et un monument décrivant les exploits de Kim Il-Sung.

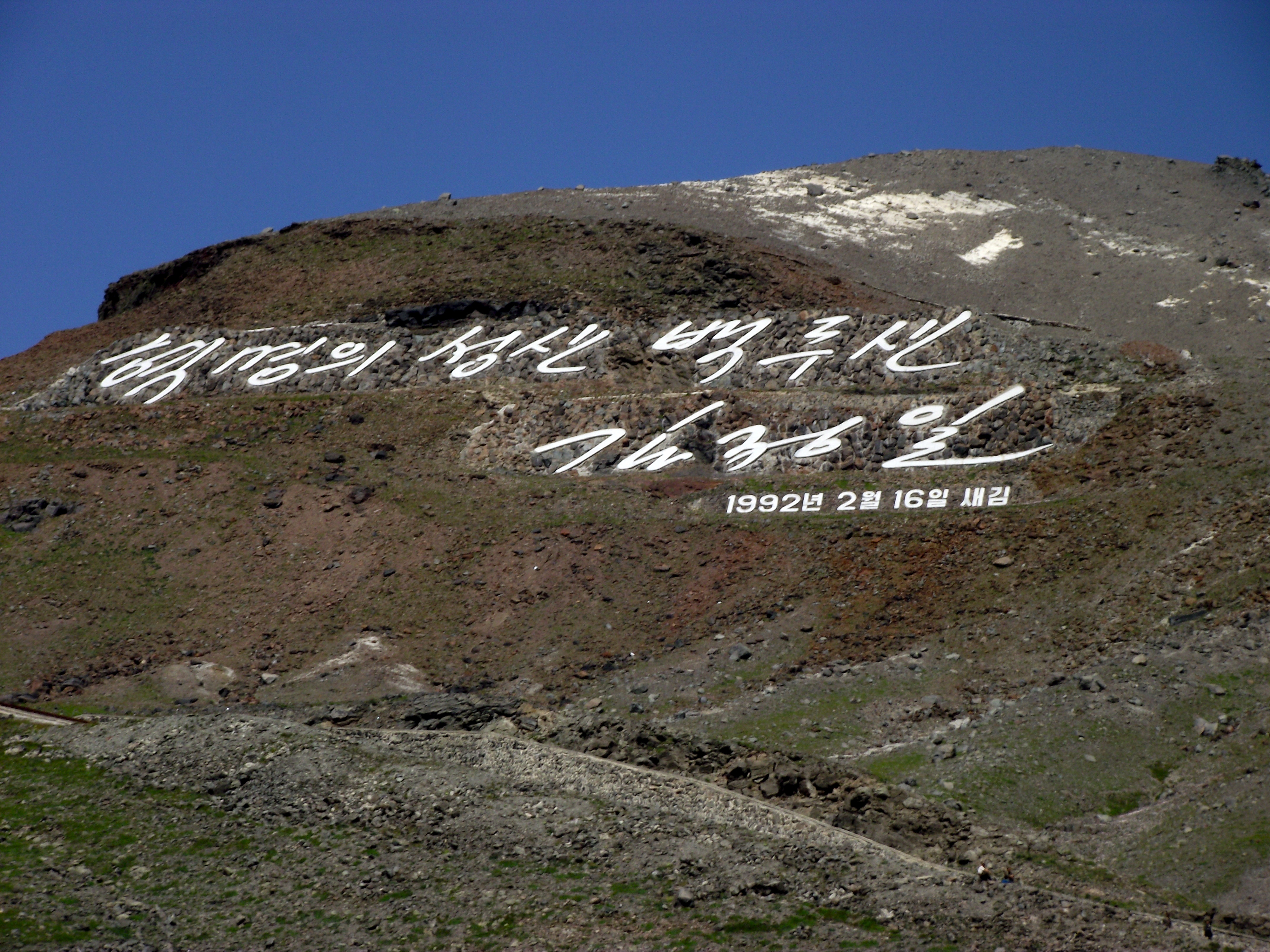
Le Hyangdo-bong avec un texte de Kim Jong-il.

Le Chonwang-bong (pic du Roi du ciel) a été renommé en Hyangdo-bong (le pic du Leader, 2 712 m) en l'honneur de son successeur, Kim Jong-il. Il porte maintenant une grande inscription en coréen : « Le mont Paektu, la montagne sacrée de la révolution. Kim Jong-il, le 16 février 1992. »
Un troisième sommet a reçu le nom de Haebal-bong (le pic du rayon de Soleil, 2 719 m) en mémoire de Kim Jong-suk, la mère de Kim Jong-il.
Les autres sommets notables sont le :
- Paekun-bong (백운봉, 白云峰), 2 691 m ;
- Kwanil-bong (관일봉, 觀日峰), 2 670 m ;
- Chonmun-bong (천문봉, 天文峰), 2 670 m ;
- Okju-bong (옥주봉, 玉柱峰), 2 664 m ;
- Hwagae-bong (화개봉, 華蓋峰), 2 640 m ;
- Chonhwal-bong (천활봉, 天豁峰), 2 620 m ;
- Jaha-bong (자하봉, 紫霞峰), 2 618 m ;
- Kojun-bong (고준봉, 孤隼峰), 2 611 m ;
- Nokmyong-bong (녹명봉, 鹿鳴峰), 2 603 m ;
- Yongmun-bong (용문봉, 龍門峰), 2 595 m ;
- Kumbyong-bong (금병봉, 錦屏峰), 2 590 m ;
- Jiknyo-bong (직녀봉, 織女峰), 2 558 m ;
- Jeun-bong (제운봉, 梯云峰), 2 543 m ;
- Cholbyok-bong (철벽봉, 鐵壁峰), 2 560 m ;
- Waho-bong (와호봉, 卧虎峰), 2 566 m ;
- Kwanmyon-bong (관면봉, 冠冕峰), 2 526 m.

### Géologie
Le mont Paektu serait lié à la présence d'une zone de subduction dans l'ouest du Pacifique, près du Japon, à 1 200 km à l'ouest. La plaque pacifique passerait sous la plaque eurasiatique suivant un angle d'inclinaison de 20° pour atteindre la zone de transition du manteau à une profondeur de 600 km. À ce niveau, la plaque perd son eau et des mouvements de convection font remonter des matériaux asthénosphériques très chauds.
Le Paektu a connu trois phases. La première et la plus longue est la phase de formation d'un bouclier de basalte sur une surface de 20 000 km2 et a commencé il y a 29 millions d'années. Elle a été suivie il y a un million d'années par la formation d'un cône composite en trachyte haut de 4 km pour un rayon de 8 à 14 km caractéristique d'un volcanisme de type explosif. La troisième phase concerne les 10 derniers milliers d'années, c'est la phase actuelle des éruptions formant de l'ignimbrite issue de nuée ardente. Ses pentes sont recouvertes de ponce.

### Climat
Le sommet de la montagne est doté d'un climat froid avec une moyenne annuelle de −8,3 °C. Cette moyenne oscille entre −24 °C en janvier et +10 °C en juillet avec seulement quatre mois présentant une moyenne de température positive. Le lac est gelé de la mi-octobre à la mi-juin. Les précipitations annuelles s'élèvent à 2 269 mm, essentiellement en été.

### Faune et flore

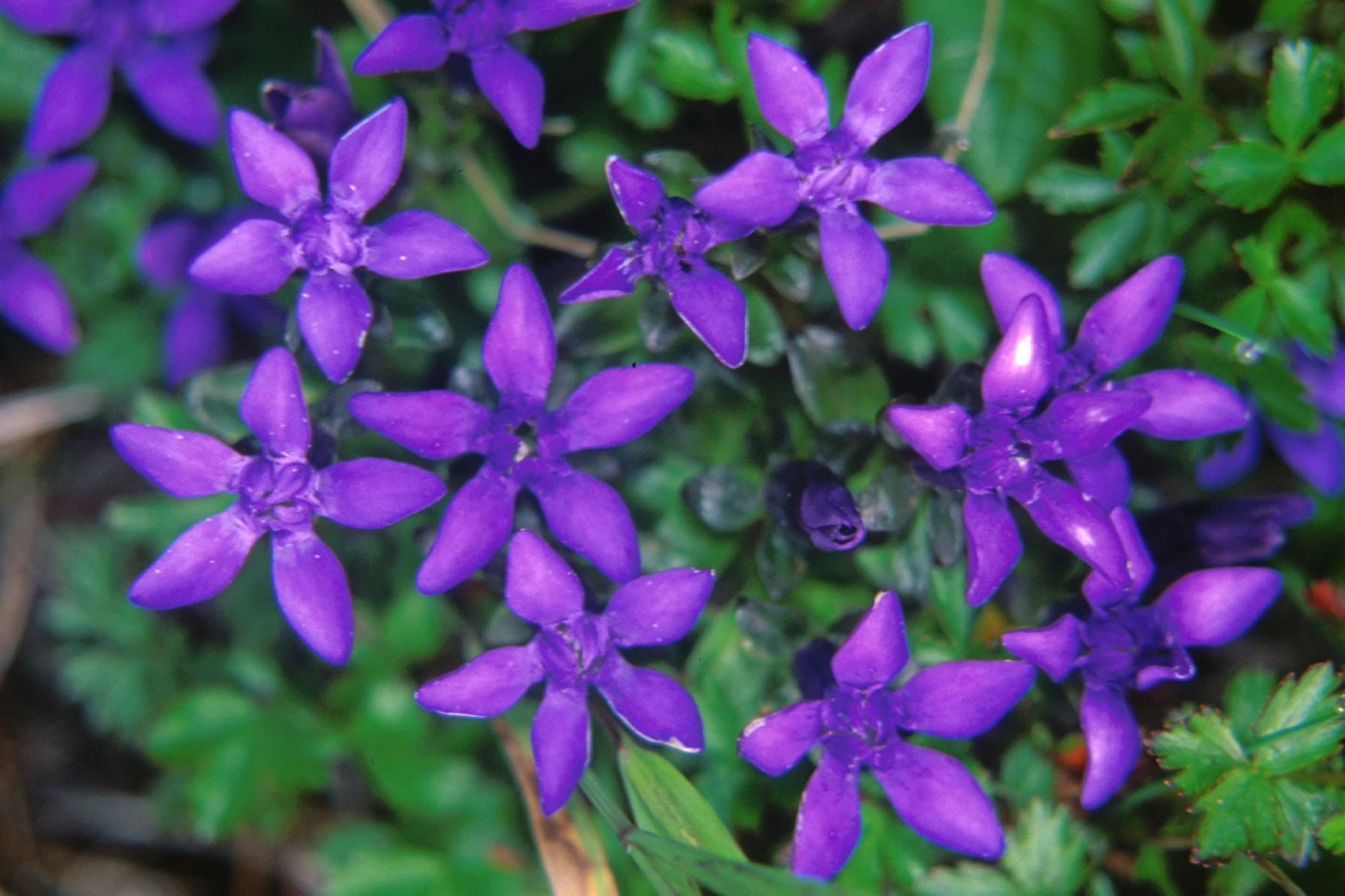
Gentiana jamesii

En Corée, le bas de la montagne a été largement déboisé tandis qu'une forêt primaire s'étend du côté de la Chine pratiquement vide d'habitants. Le pin domine en bas tandis que le bouleau est l'espèce principale près de la limite des arbres à près de 2 000 m d'altitude. À cette altitude poussent le mélèze de Dahurie (Larix olgensis), le genévrier nain, l'épicéa du Japon, le pin de Corée (rare), le sapin de Khinghan et les bouleaux d'Erman et de Mandchourie. Au-dessus, c'est l'étage de Rhododendron aureum, de la dryade à huit pétales et de l'andromède bleue. Finalement, dans la zone de la toundra alpine, les espèces caractéristiques sont le pavot de Corée, l'Oxytropis koreana et Gentiana jamesii.
C'est une zone importante pour la conservation des oiseaux car c'est une zone de reproduction du harle de Chine. Elle accueille aussi le tétras lyre, des hiboux et des pics ainsi que des chevreuils d'Asie, des tigres de Sibérie, des ours noirs, des panthères des neiges, des loups et des sangliers. Pour les musaraignes, l'espèce la plus courante est la musaraigne masquée et il y a une petite population de musaraigne mince. C'est aussi le site le plus méridional où une musaraigne à dents larges de Sibérie a été retrouvée.
Du côté nord-coréen, la nature est moins préservée car 35 000 personnes vivent à proximité. À basses altitudes, une partie du terrain sert à la culture de blé, de patates, d'orge et de plantes médicinales et la forêt est exploitée.

## Histoire

### Histoire éruptive

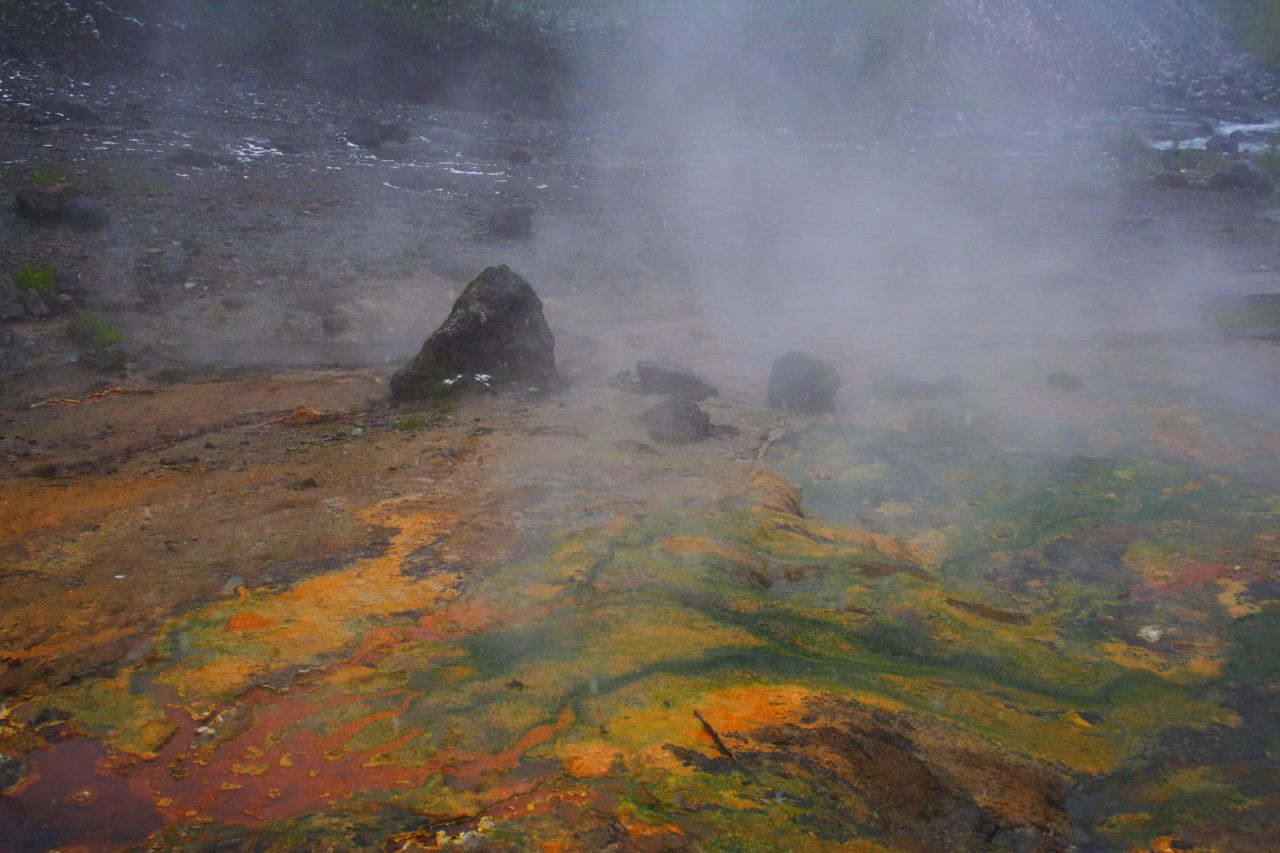
Une source chaude du mont Paektu

Le mont Paektu est un stratovolcan. Sa dernière grande éruption se serait produite en 946. Avec un indice d'explosivité volcanique (VEI) de 7, c'est la quatrième plus grosse éruption des 2 000 dernières années après celles du Samalas, du Tambora et du Taupo. Cette explosion a donné à la caldeira sa forme actuelle. Deux témoignages indirects parlent en faveur de la date de 946. Un texte japonais note que « des cendres volcaniques retombaient comme de la neige » à Nara tandis que le Koryo-sa rapporte que des grands coups de tonnerre étaient entendus à Kaesong à 450 km du volcan,.
Les scientifiques ont tenté de dater cette éruption à de nombreuses reprises durant les trente dernières années et l'ont placé au milieu du Xe siècle. Une récente datation par le carbone 14 propose 946 ±3 et serait en accord avec les données historiques. Cette éruption violente n'a cependant pas laissé de traces dans les glaces de l'arctique du GISP 2, probablement à cause d'une teneur relativement basse en soufre et des particularités de la circulation atmosphérique ce qui suggère que l'éruption s'est produite en hiver. L'essentiel des cendres a été envoyé vers l'est, c'est-à-dire vers le Hamgyong du Nord, le sud du Primorié, la mer du Japon et les îles japonaises de Honshū autour du détroit de Tsugaru. Elle a produit 96 km3 d'éjectas avec 4 Tg de SO2, 45 Tg de HCl, 42 Tg de HF et 1 796 Tg d'eau. Ses éjectas se sont déposés dans une zone de 50 km autour du cratère.
Dans les siècles qui ont suivi, d'autres éruptions de plus faible envergure ont été notées dans les annales coréennes. Il s'agit de celles de 1413 (?), 1420 (?), du 6 octobre 1597 (?), de juin 1668 et du 9 juin 1702. Les dernières éruptions se sont produites en 1898 (VEI = 2)  et au printemps 1903. Auparavant, vers -2160 et 180 av. J.-C, des éruptions avaient atteint un VEI de 4.
Le volcan est surveillé attentivement depuis 1999 par une équipe chinoise qui a montré qu'un regain d'activité s'est produit entre 2002 et 2006. En particulier, les années 2002-2003 ont été marquées par une succession de microséismes et par une élévation du sol de 46 mm laissant présager qu'une nouvelle éruption se prépare. En 2016 une collaboration de la Corée du Nord avec une équipe de scientifiques occidentaux a été entamée pour évaluer le risque que le volcan entre en éruption.

### Histoire humaine
Mont sacré pour les Mandchous et les Coréens pour qui il est considéré comme le berceau de leur peuple, lieu de naissance légendaire de Tangun, figure de la mythologie coréenne, le mont Paektu, au sommet volcanique, et sa région ont donné lieu à de nombreux combats de la résistance coréenne et chinoise, membre de l'armée volontaire anti-japonaise populaire du Nord-Est, contre l'envahisseur japonais entre 1935 et 1943 selon les historiens nord-coréens, en 1932 selon les sources chinoises. Selon la biographie officielle du dirigeant Kim Jong-il, il y serait né le 16 février 1942.
Cette importance historique est à la source de litiges frontaliers. Actuellement, le tracé de la frontière est réglé par un accord de 1963 entre la Chine et la Corée du Nord qui place les trois cinquièmes du lac Chongji en Corée.

## Activités

### Protection environnementale
Le site du mont Paektu est classé au réseau mondial des réserves de biosphère de l’Unesco,. À la suite d'un investissement de 3,4 milliards de dollars, une station de ski y a été ouverte en 2012 avec 30 km de pistes tracées à travers la forêt.

### Tourisme

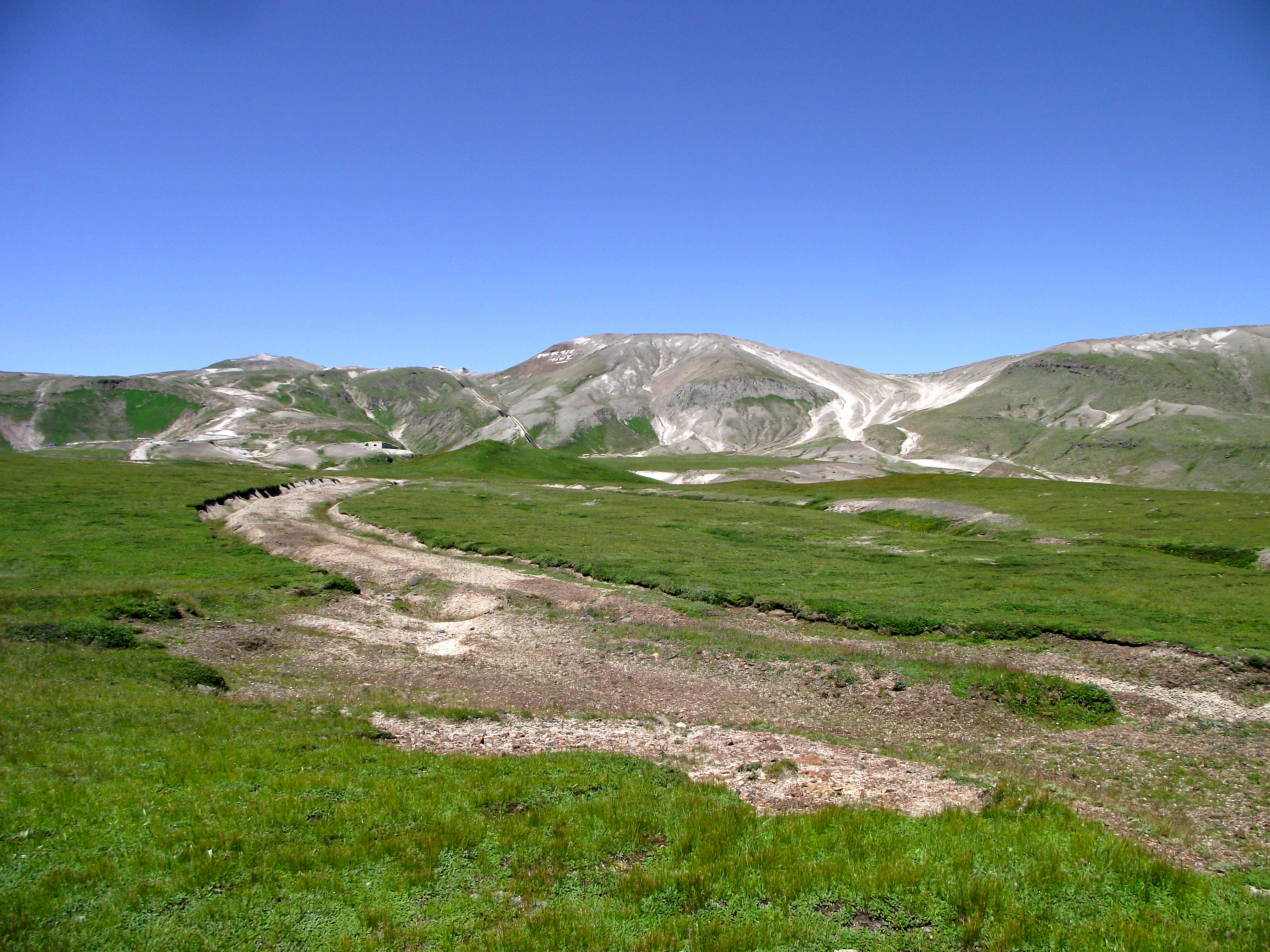
Approche côté nord-coréen

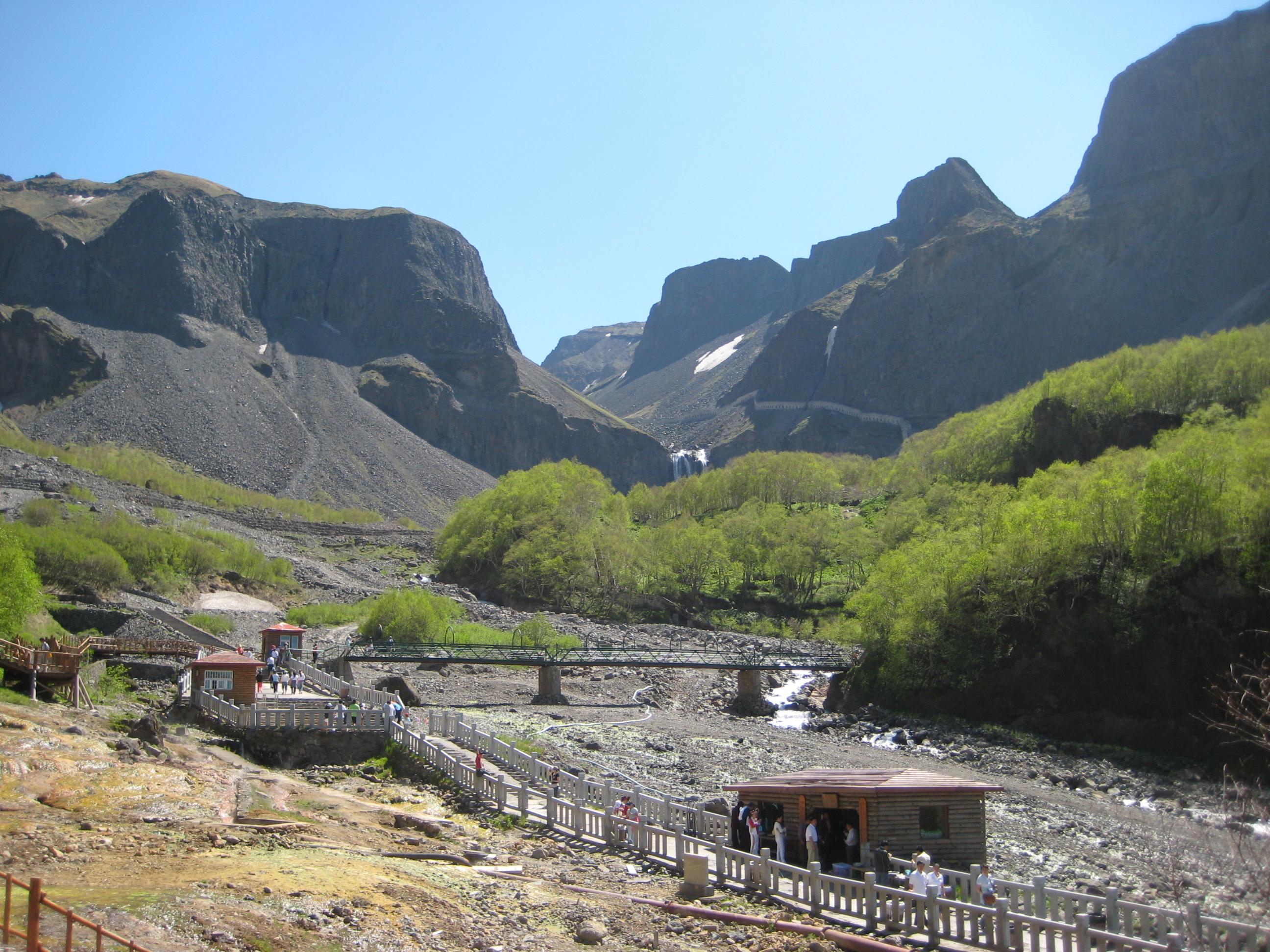
Approche côté chinois

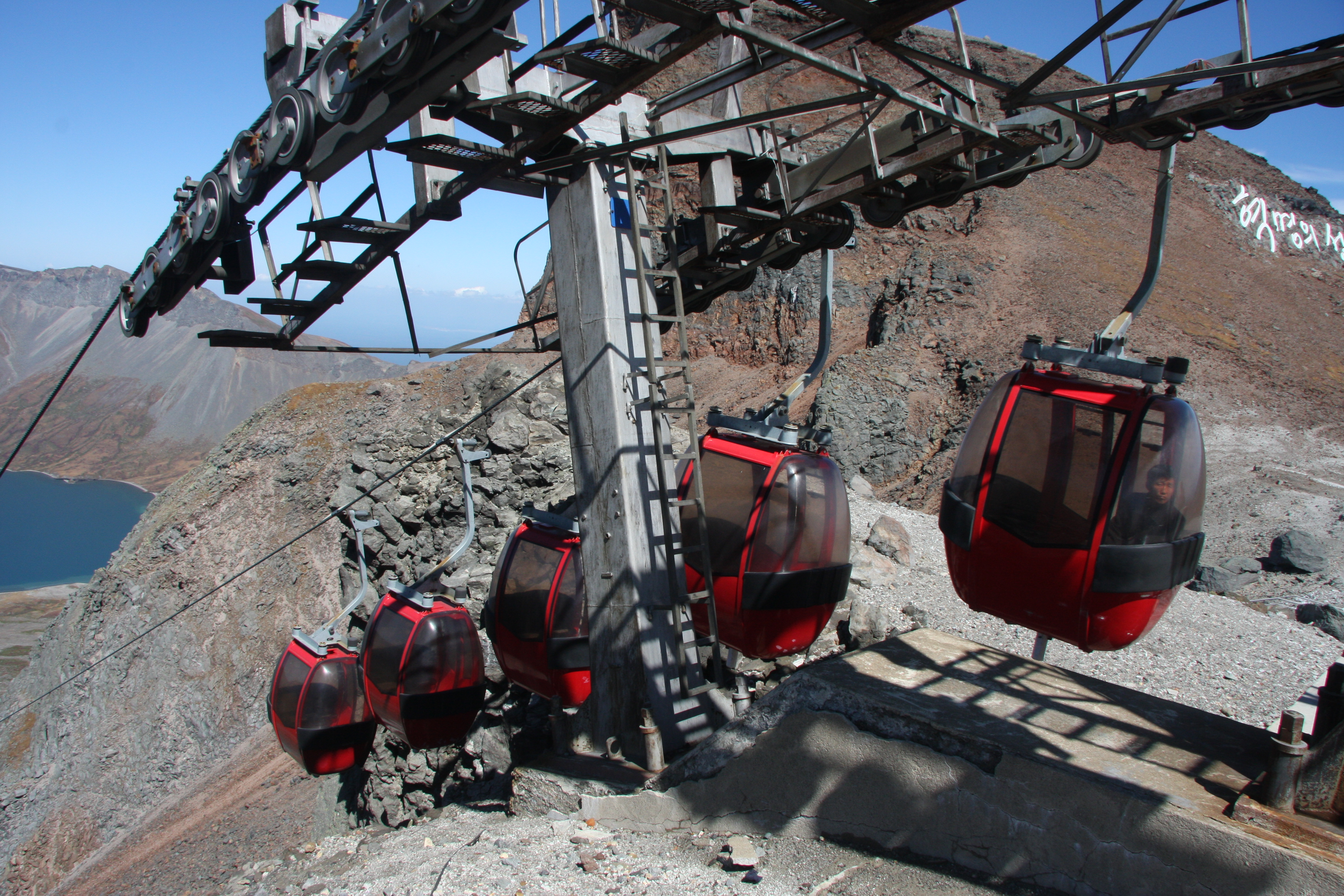
La descente vers le lac

Du côté chinois, le massif du Changbai est un parc touristique à accès payant, avec des parcours aménagés, et des restrictions au séjour sur le site.
Côté nord-coréen, un chemin de fer à crémaillère et une piste permettent d'atteindre le bord de la caldeira. Ensuite, la descente au bord du lac se fait en télécabine.
Les circuits touristiques en Corée du Nord peuvent inclure des visites du mont Paektu, plus particulièrement recommandées pour assister aux levers du soleil depuis le sommet de la montagne, en août et en septembre. La fréquentation annuelle était de 200 000 touristes en 2001.
Des sites propagandistes dédiés à la gloire du Juche se trouvent à quelques kilomètres de la montagne :
- Grand monument de Samjiyŏn (hangeul : 삼지연대기념비, hanja : 三池淵大記念碑) ;
- Tour de la victoire dans la région de Musan (hangeul : 무산지구전투승리기념탑, hanja : 茂山地區戦闘勝利記念塔), bataille qui s'est déroulée du 22 au 23 mai 1939 ;
- Tour de la victoire de la bataille de Pochonbo (4 juin 1937) (hangeul : 보천보전투승리기념탑, hanja : 普天堡戦闘勝利記念塔) ;
- Le camp secret du mont Paektu (hangeul : 백두산밀영, hanja : 白頭山密営), refuge de montagne considéré comme la soi-disant « maison natale » de Kim Jong-il.

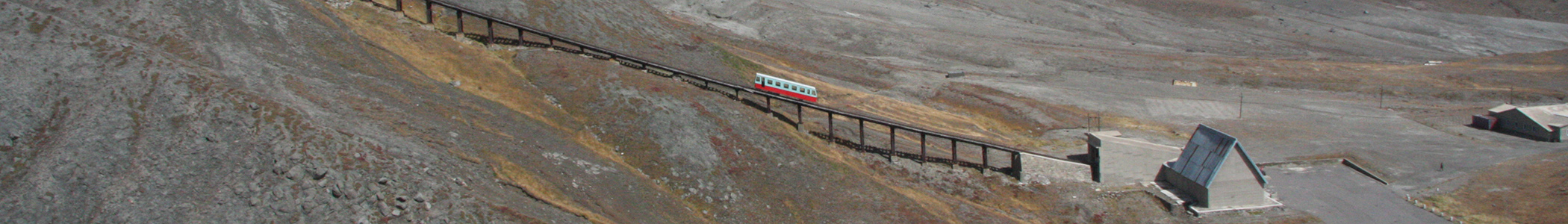
La montée au Paektu côté nord-coréen.

## Honneur
L'étoile 8 Ursae Minoris est officiellement nommée Baekdu en référence à ce sommet.